# Sony Ericsson W960
Sony Ericsson W960 — музыкальный смартфон из серии Walkman, работающий под управлением программной платформы UIQ.

## Внешний вид и органы управления
Смартфон собран в корпусе чёрного цвета с белой окантовкой. На передней панели находятся камера для видеозвонков, сенсорный дисплей, клавиатура, на задней панели — объектив фотокамеры со вспышкой, на верхней грани — кнопка выключения, на нижней — разъём Fast Port и индикатор уровня зарядки, на левой — колёсико JogDial, на правой — кнопки управления громкостью и фотокамерой.

## Программное обеспечение
Sony Ericsson W960 работал под управлением Symbian OS 9.1 с оболочкой UIQ 3.0. В набор предустановленного ПО входила полная версия бывшего в то время платным браузера
Opera Mobile. Среди предустановленных программ есть также PDF+ и Quickoffice. В качестве медиаплеера используется Walkman 3.0 с поддержкой тем оформления, эффектов визуализации, выводом изображений обложек альбомов, 10-полосным эквалайзером с предустановками, расширением стереобазы.

## Аккумуляторная  батарея и время работы
Телефон оснащён литий-полимерной аккумуляторной батареей ёмкостью 950 мА·ч. Производителем заявлено следующее время работы:
- в режиме видеозвонка — до 2 ч;
- в режиме звонка — до 9 ч;
- в режиме ожидания — до 340 ч.

## Отзывы в прессе
Смартфон получил смешанные отзывы. В частности, он проигрывал сравнение Sony Ericsson P1 другой модели на UIQ, выпускавшейся параллельно. Среди достоинств назывались встроенная флэш-память на 8 ГБ, среди недостатков — тонкая задняя крышка, недостаточная эргономика, некачественный пластиковый стилус, неудачный режим расширенной стереобазы, отсутствие поддержки EDGE.